# Arebius diplonyx
Arebius diplonyx är en mångfotingart som beskrevs av Chamberlin 1916. Arebius diplonyx ingår i släktet Arebius och familjen stenkrypare. Inga underarter finns listade i Catalogue of Life.